# Eila Campbell
Pour les articles homonymes, voir Campbell.
Eila Muriel Joice Campbell (15 décembre 1915 - 12 juillet 1994) est une géographe et cartographe britannique. Elle est connue pour son travail sur Domesday Geography of England et comme directrice éditoriale de la revue de cartographie Imago Mundi. Elle s'intéresse notamment à l'histoire de la cartographie.

## Biographie
Campbell naît à Ropley, village anglais du Hampshire en 1915. Elle est la fille aînée de Walter Campbell, éleveur de volailles, et son épouse, Lillian née Locke. Elle fait ses études à la Bournemouth School for Girls et à l'institut de formation des enseignants de Brighton de 1934 à 1936, puis elle travaille comme enseignante à Southall, dans l'ouest de Londres. Elle reprend ses études en 1938 au Birkbeck College de Londres, qui propose des cours du soir et du week-end aux étudiants salariés, et elle suit les cours d'Eva Taylor la première géographe professeure d'université britannique, et de Clifford Darby. Elle obtient son diplôme en 1941. Elle obtient un poste d'assistante à temps partiel à Birbeck en 1941, tout en continuant à enseigner à plein temps dans l'enseignement secondaire. Elle obtient en 1946 un master avec distinction de Birkbeck. Elle obtient une bourse de recherche de la New Zealand Federation of University Women en 1949 et passe une année comme maître de conférences invitée à l'université Victoria de Wellington.

## Carrière
Campbell obtient un poste de conférencière adjointe au Birkbeck College en 1945. Elle est nommée chargée de cours en 1948, lectrice en 1963 et, en 1970, elle est nommée professeure titulaire et directrice du département de géographie du collège.
Clifford Darby (en) lui confie l'édition de l'ouvrage Domesday Geography of South-East England (1962) auquel elle contribue également sur le plan éditorial. Elle écrit plusieurs notices biographiques dans la quatorzième édition de l'Encyclopaedia Britannica (1961-1967). Elle collabore à Imago Mundi, une revue internationale de cartographie, durant 48 ans, d'abord comme rédactrice, puis de 1972 à sa mort, comme directrice éditoriale.
Elle est membre du conseil de la Society for Nautical Research et elle est secrétaire honorifique (c'est-à-dire bénévole) de la Hackluyt Society.
Elle est membre de la Royal Geographical Society, et siège au conseil de la société de 1971 à 1975. Elle est membre du comité de la bibliothèque et des cartes pendant plus de vingt ans, et préside le sous-comité de la cartographie. La Royal Society lui décerne le prix Murchison en 1979,.
Elle est nommée professeure émérite en 1981. Elle meurt le 12 juillet 1994 dans une maison de santé de Londres. La Royal Geographical Society  organise un hommage commémoratif le 16 novembre 1994.

## Hommages et distinctions
Eila Campbell est lauréate du R.V. Tooley Award de l'International Map Collectors' Society en 1989.
Le collège Birbeck crée la Eila Campbell Memorial Lecture, série de conférences de cartographie, en 1995 en souvenir d'elle.